# Дивинженер
Дивинженер — сокращенное название должности «дивизионный инженер» и персональное воинское звание высшего начальствующего (военно-технического) состава в Красной Армии. Выше бригинженера, ниже коринженера.

## История
Введено Постановлением ЦИК СССР и СНК СССР от 22 сентября 1935 года «О введении персональных военных званий начальствующего состава РККА» взамен всех прежних званий военно-технического состава служебной категории К-11. Предназначалось для высшего руководящего состава центральных управлений Наркомата обороны ССР и начальников технических родов войск в соединениях, а также для профессорско-преподавательского состава военных академий. В пограничных и внутренних войсках НКВД это звание было установлено приказом № 331 от 23 октября 1935 года и предназначалось для начальников управлений лагерей строительного профиля и руководителей инженерно-технических подразделений центрального аппарата наркомата. 
Часть первых советских дивинженеров была репрессирована в 1937—1938 годах, а именно Бродовский С.В., Полищук К.Е., Потапов Г.Х., Бандин А.П., Аксенов А.М., Аржанов М.М., Жуковский Н.И., Сакриер И.Ф. В 1938 году был уволен в запас Коннэрт В.С. Умерли: Аллилуев П.С. в 1938 году, Рдултовский В.И. в 1939 году, Мечников В.В. в 1944 году. 
В марте 1940 года по проекту К.Е. Ворошилова предполагалось ввести звание генерал-майора инженерной службы, однако в утверждённом И.В. Сталиным проекте постановления СНК от 11 апреля вместо него предусматривалось звание генерала 3-го ранга по конкретным родам войск: генерал 3-го ранга инженерных войск, генерал 3-го ранга технических войск и генерал 3-го ранга войск связи.
Указом Президиума Верховного Совета СССР от 07 мая 1940 г. «Об установлении воинских званий высшего командного состава Красной Армии» для высшего командного состава Красной Армии были установлены новые воинские звания. В связи с этим часть военнослужащих, носящих звание дивинженер была переаттестована. Так, например, Филин А.В. был переаттестован в генерал-майора авиации, Унгерман Н.И. в генерал-майора инженерных войск, Козловский Д.Е. в генерал-майора артиллерии, Каюков М.М. в генерал-майора технических войск.
Чаще при переаттестации дивинженерам присваивали звание генерал-майора соответствующего рода или вида войск, однако, иногда были присвоены звания на ступень ниже (полковник) или выше (генерал-лейтенант). Так, в 1940 году Карбышев Д.М. был переаттестован в генерал-лейтенанта инженерных войск, а Русанов И.А. в 1943 году инженера-полковника.
Звание было отменено на протяжении 1942-1943 годов в разных родах войск постепенно, в процессе перехода на генеральские звания, по службам: в январе 1942 года - для инженерно-технического состава ВВС Постановлением ГКО СССР от 22 января 1942 г. № 1180сс  «Вопросы военно-воздушных сил Красной Армии» на звания инженерно-авиационной службы; в марте 1942 г. для артиллерии Постановлением ГКО СССР от 03 марта 1942 г. № 1381 «О введении персональных воинских званий инженерно-техническому составу артиллерии Красной Армии» на звания инженерно-артиллерийской службы; также в марте 1942 г. для автобронетанковых войск Постановлением ГКО СССР от 07 марта 1942 г. № 1408 «О введении персональных воинских званий инженерно-техническому составу автобронетанковых войск Красной Армии» на звания инженерно-танковой службы. На флоте действие указанных постановлений было распространено Постановлением ГКО СССР 03 апреля 1942 г. № 1528 на инженерно-технический состав ВВС ВМФ и в июне в береговой службе.
В связи с этим часть дивинженеров была переаттестована в 1942 году в связи с занимаемыми должностями в генерал-майоров инженерно-авиационной службы, генерал-майоров инженерно-артиллерийской службы и генерал-майоров инженерно-танковой службы.
Оставшиеся к началу 1943 года носители звания были переаттестованы в генерал-майоров инженерно-технической службы после выхода Постановления ГКО СССР от 04 февраля 1943 г. № 2822 «О введении персональных воинских званий инженерно-техническому, юридическому и административному составу Красной Армии».
К концу 1943 года звание было полностью упразднено.
| Род войск | Соответствующее звание/должность |
| В командном составе | В командном составе |
| --- | --- |
| в сухопутных и военно-воздушных силах РККА                                                                             | Комдив |
| Главное управление государственной безопасности (ГУГБ) НКВД и Народный комиссариат государственной безопасности (НКГБ) | Специальное звание старший майор государственной безопасности, введённое постановлением ЦИК и СНК СССР от 7 октября 1935 года. Военнослужащие пограничных и внутренних войск НКВД имели воинские звания, принятые в РККА. |
| Военно-Морской Флот СССР                                                                                               | Флагман 2-го ранга |
| ВВС ВМФ и береговая служба                                                                                             | Комдив |
| В начальствующем составе                                                                                               | |
| в военно-политическом составе всех родов войск                                                                         | Дивизионный комиссар |
| в военно-техническом составе ВМФ                                                                                       | Инженер-флагман 2 ранга |
| в военно-хозяйственном составе всех родов войск                                                                        | Дивинтендант |
| в военно-медицинском составе всех родов войск                                                                          | Дивврач |
| в военно-ветеринарном составе всех родов войск                                                                         | Дивветврач |
| в военно-юридическом составе всех родов войск                                                                          | Диввоенюрист |

## Знаки различия

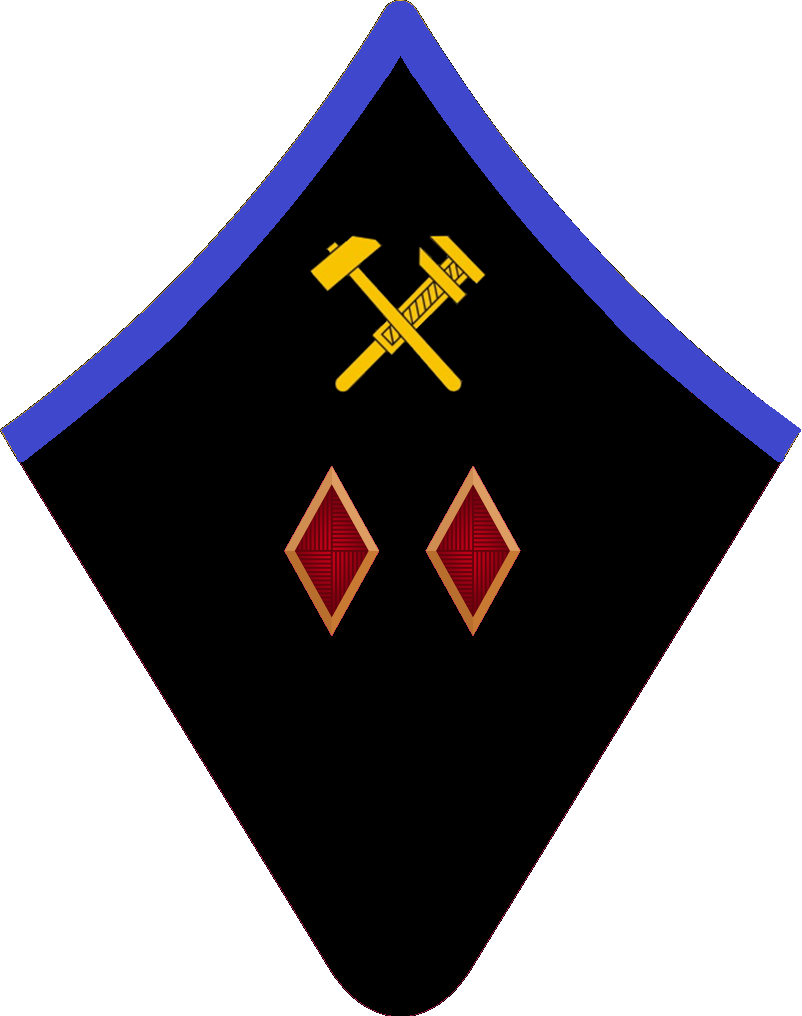
Петлица дивинженера для шинели

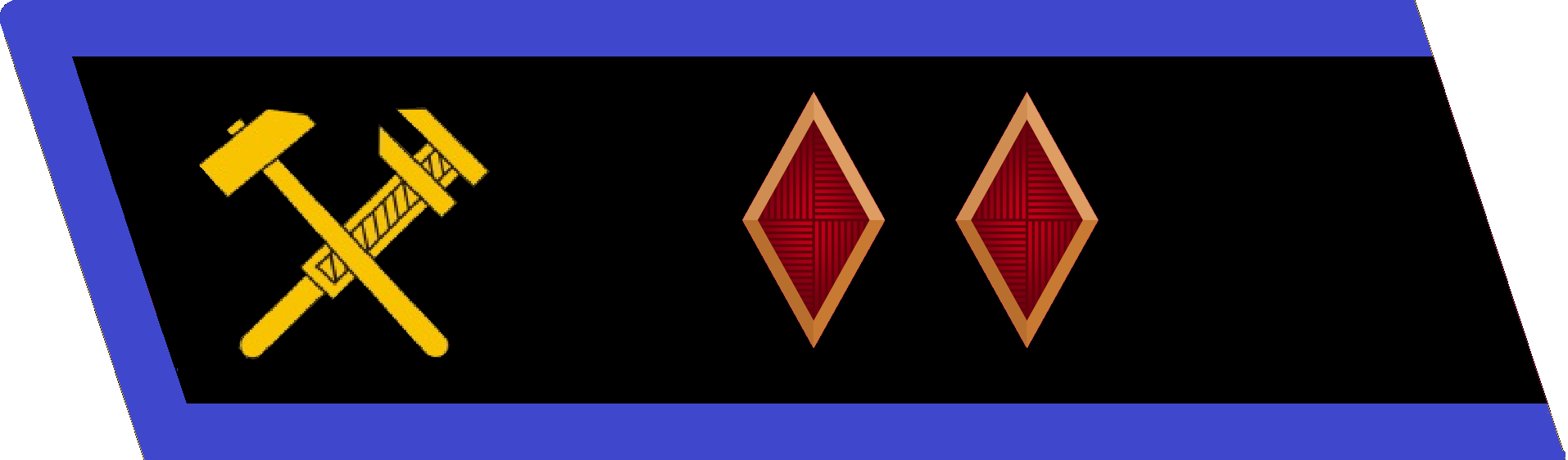
Петлица дивинженера для гимнастёрки

Знаками различия дивинженера были два тёмно-красных «ромба» в петлицах.
Расцветка петлиц и окантовки была установлена Постановлением СНК СССР от 2 декабря 1935 г. № 2590, согласно которому технический состав имел чёрные петлицы с синим кантом.
Общая эмблема для военно-технического состава представляющая собой изображение скрещенных молотка и разводного ключа, введенная приказом НКО СССР от 10 марта 1936 года № 33.
Помимо этого на петлицы помещались: у инженерных войск - скрещенные топоры; у сапёров - кирка с лопатой; у войск связи - крылатая звездочка с молниями; у понтонеров - якорь и два топора; у электротехнических частей - лопата и топор с молниями.
Черные петлицы с черной же окантовкой и эмблема в виде двух баллонов с противогазом полагались химикам.

## Присвоение звания[4]
| Фамилия имя отчество (годы жизни)                 | Дата присвоения звания | Примечания |
| ------------------------------------------------- | ---------------------- | --- |
| Абель Вольдемар Янович (1898 - 1938)              | ?                      | - |
| Бордовский Стефан Васильевич (1894—1938)          | 20.11.1935             | - |
| Полищук Константин Ефимович (1897—1991)           | 21.11.1935             | - |
| Аксенов Алексей Михайлович (1898—1938)            | 23.11.1935             | - |
| Беркалов Евгений Александрович (1878—1952)        | 23.11.1935             | Генерал-лейтенант инженерно-артиллерийской службы (01.07.1943) |
| Потапов Георгий Хрисанфович (1893—1937)           | 23.11.1935             | - |
| Бандин Александр Павлович (1895—1938)             | 26.11.1935             | - |
| Невский Георгий Георгиевич (1891—1961)            | 26.11.1935             | Генерал-майор инженерных войск (04.06.1940); Генерал-лейтенант инженерных войск (20.12.1943)                                                                        |
| Карбышев Дмитрий Михайлович (1880—1945)           | 05.12.1935             | Комдив (22.02.1938); Генерал-лейтенант инженерных войск (04.06.1940), казнён в концлагере                                                                           |
| Андреев Евгений Сергеевич (1894—1969)             | 13.12.1935             | Генерал-майор инженерно-авиационной службы (10.11.1942) |
| Коннэрт, Владимир Семёнович (1900—1959)           | 13.12.1935             | Уволен в запас в 1938 году |
| Гельвих Петр Августович (1873—1958)               | 13.02.1936             | Генерал-майор артиллерии (04.06.1940) |
| Граве Иван Платонович (1874—1960)                 | 13.02.1936             | Генерал-майор инженерно-артиллерийской службы (17.11.1942) |
| Дроздов Николай Федорович (1862—1953)             | 13.02.1936             | Генерал-майор артиллерии (04.06.1940); Генерал-лейтенант артиллерии (18.11.1944)                                                                                    |
| Мечников Валериан Валерианович (1879—1944)        | 13.02.1936             | - |
| Хмельков Сергей Александрович (1879—1945)         | 17.02.1936             | Генерал-майор инженерных войск (27.01.1943); Генерал-лейтенант инженерных войск (02.11.1944)                                                                        |
| Яковлев Виктор Васильевич (1871—1945)             | 17.02.1936             | Генерал-майор инженерных войск (27.01.1943); Генерал-лейтенант инженерных войск (02.11.1944)                                                                        |
| Жук Сергей Яковлевич (1892—1952)                  | 28.08.1936             | Старший майор государственной безопасности (11.09.1940); Генерал-майор инженерно-технической службы (22.02.1943)                                                    |
| Аржанов Михаил Михайлович (1873—1938)             | 13.04.1937             | Дивинженер запаса |
| Русанов Иван Александрович (1898—1961)            | 15.06.1937             | Инженер-полковник (22.03.1943); Генерал-майор |
| Жуковский Николай Иванович (1877—1965)            | 24.10.1937             | - |
| Рдултовский Владимир Иосифович (1876—1939)        | 24.10.1937             | - |
| Аллилуев Павел Сергеевич (1894—1938)              | 22.02.1938             | - |
| Блинов Александр Дмитриевич (1878—1961)           | 22.02.1938             | Генерал-майор инженерно-артиллерийской службы (27.01.1943) |
| Благонравов Анатолий Аркадьевич (1894—1975)       | 16.08.1938             | Генерал-майор артиллерии (04.06.1940); Генерал-лейтенант артиллерии (24.12.1943)                                                                                    |
| Васильев Михаил Федорович (1891—1954)             | 16.08.1938             | Генерал-майор артиллерии (04.06.1940); Генерал-лейтенант артиллерии (24.12.1943)                                                                                    |
| Гениев Николай Николаевич (1885—1955)             | 16.08.1938             | Генерал-майор инженерно-технической службы (28.04.1943) |
| Дубяга Константин Михайлович (1877—1945)          | 16.08.1938             | Генерал-майор инженерно-технической службы (28.04.1943) |
| Козловский Давид Евстафьевич (1870—1949)          | 16.08.1938             | Генерал-майор артиллерии (04.06.1940) |
| Каюков Матвей Максимович (1892—1941)              | 16.08.1938             | Генерал-майор технических войск (04.06.1940) |
| Рабинович Исаак Моисеевич (1886—1977)             | 16.08.1938             | Генерал-майор инженерно-технической службы (28.04.1943) |
| Филоненко-Бородин Михаил Митрофанович (1885—1962) | 16.08.1938             | Генерал-майор инженерно-технической службы (28.04.1943) |
| Лебедев Иван Андрианович (1899—1982)              | 20.02.1939             | Генерал-майор технических войск (04.06.1940); Генерал-лейтенант инженерно-танковой службы (07.06.1943); Генерал-полковник инженерно-технической службы (18.02.1958) |
| Унгерман Николай Иванович (1882—1958)             | 03.12.1939             | Генерал-майор инженерных войск (04.06.1940); Генерал-лейтенант инженерных войск (25.09.1944)                                                                        |
| Филин Александр Иванович (1903—1942)              | 29.11.1939             | Генерал-майор авиации (04.06.1940) |
| Репин Александр Константинович (1903—1976)        | 14.02.1940             | Генерал-лейтенант инженерно-авиационной службы (03.06.1942); Генерал-полковник инженерно-авиационной службы (30.04.1943)                                            |
| Сакриер Иван Филимонович (1900—1941)              | 14.02.1940             | - |
| Богомолов Степан Александрович (1877—1965)        | 02.04.1940             | Генерал-майор инженерно-технической службы (31.03.1943) |
| Бруевич Николай Григорьевич (1896—1987)           | 02.04.1940             | Генерал-майор инженерно-авиационной службы (17.10.1942); Генерал-лейтенант инженерно-авиационной службы (26.10.1944)                                                |
| Крейчман Владимир Александрович (1883—1960)       | 02.04.1940             | Генерал-майор инженерно-технической службы (31.03.1943) |
| Стожаров Иван Андреевич (1872—1947)               | 02.04.1940             | Генерал-майор инженерно-технической службы (31.03.1943) |
| Дмоховский Владислав Карлович (1877—1952)         | 26.04.1940             | Генерал-майор инженерно-технической службы (01.09.1943) |
| Келдыш Всеволод Михайлович (1878—1965)            | 26.04.1940             | Генерал-майор инженерно-технической службы (28.04.1943) |
| Коваленков Валентин Иванович (1884—1960)          | 26.04.1940             | Генерал-майор инженерно-технической службы (31.03.1943) |